# CD14
CD14 (cluster of differentiation 14) é um gene humano. A proteína codificada por este gene é um componente do sistema imune inato.